# Alfonso Pérez
Alfonso Pérez, född den 16 januari 1949 i Cartagena de Indias, är en colombiansk boxare som tog OS-brons i lättviktsboxning 1972 i München.